# Gran Premio motociclistico delle Americhe 2024
Il Gran Premio motociclistico delle Americhe 2024 è stata la terza prova del motomondiale del 2024. Le vittorie nelle tre classi sono andate a: Maverick Viñales nella Sprint e nella gara della MotoGP, Sergio García in Moto2, David Alonso in Moto3.
Maverick Viñales, al suo ventiseiesimo successo nel Motomondiale e settantacinquesimo podio, diventa il primo pilota nella storia della MotoGP a vincere un Gran Premio con tre case diverse (Suzuki, Yamaha e Aprilia).
Per Sergio García si tratta del suo primo successo in Moto2, al suo secondo anno nella categoria.

## Prove e Qualifiche

### Moto3
Nella sessione di prove libere è David Alonso il pilota più veloce in pista con un tempo di 2'16"537. Il colombiano si conferma anche nelle due sessioni di Pre-qualifiche segnando il miglior tempo in 2'14"153.
In qualifica, la Pole Position, la prima della sua carriera nel Motomondiale, va a David Alonso che si conferma in grandissima forma, concludendo in 2'14"292; ecco i risultati dei primi cinque classificati:
| Pos | Nº | Pilota             | Team                           | Tempo    |
| --- | -- | ------------------ | ------------------------------ | -------- |
| 1   | 80 | David Alonso       | CFMoto Aspar Team              | 2'14.292 |
| 2   | 99 | José Antonio Rueda | Red Bull KTM Ajo               | 2'14.309 |
| 3   | 96 | Daniel Holgado     | Red Bull GASGAS Tech3          | 2'14.487 |
| 4   | 95 | Collin Veijer      | Liqui Moly Husqvarna Intact GP | 2'14.574 |
| 5   | 66 | Joel Kelso         | BOE Motorsports                | 2'14.800 |

### Moto2
La sessione di prove libere vede la MT Helmets - MSi di Ai Ogura far segnare il miglior tempo in 2'09"218. Nella classifica combinata delle Pre-qualifiche, è Fermín Aldeguer il pilota più veloce con 2'07"543.
In qualifica, la Pole va per la seconda volta stagionale ad Arón Canet con la Fantic Racing, facendo segnare un 2'07"631; ecco i risultati dei primi cinque classificati:
| Pos | Nº | Pilota          | Team                          | Tempo    |
| --- | -- | --------------- | ----------------------------- | -------- |
| 1   | 44 | Arón Canet      | Fantic Racing                 | 2'07.631 |
| 2   | 54 | Fermín Aldeguer | Beta Tools SpeedUp            | 2'07.740 |
| 3   | 3  | Sergio García   | MT Helmets - MSi              | 2'07.819 |
| 4   | 18 | Manuel González | QJMotor Gresini Moto2         | 2'07.865 |
| 5   | 16 | Joe Roberts     | OnlyFans American Racing Team | 2'07.868 |

### MotoGP
Nella prima delle due sessioni di prove libere il tempo migliore viene registrato dall'Aprilia di Maverick Viñales in 2'03"294. Nella sessione Pre-qualifica il pilota più veloce in pista la Pramac di Jorge Martín è la moto più veloce in pista in 2'01"397. Nella seconda sessione di prove libere il miglior tempo è fatto segnare dalla Tech 3 di Pedro Acosta in 2'02"243.
Nel Q1 passano il taglio Jack Miller ed Álex Márquez. Nel Q2 il miglior giro è in 2'00"864 che viene fatto segnare da Maverick Viñales che si prende la Pole Position, la ventiseiesima della sua carriera, seguito dai connazionali Pedro Acosta, che a 19 anni 10 mesi e 19 giorni diventa il pilota più giovane in prima fila nella storia della MotoGP, e da Marc Márquez, terzo. Di seguito i risultati delle qualifiche:
| Pos. | Nº | Pilota                | Team                         | Tempo     | Tempo       |
| Pos. | Nº | Pilota                | Team                         | Q1        | Q2          |
| ---- | -- | --------------------- | ---------------------------- | --------- | ----------- |
| 1    | 12 | Maverick Viñales      | Aprilia Racing               | Già in Q2 | 2'00.864    |
| 2    | 31 | Pedro Acosta          | Red Bull GASGAS Tech3        | Già in Q2 | 2'01.192    |
| 3    | 93 | Marc Márquez          | Gresini Racing               | Già in Q2 | 2'01.266    |
| 4    | 1  | Francesco Bagnaia     | Ducati Lenovo Team           | Già in Q2 | 2'01.352    |
| 5    | 23 | Enea Bastianini       | Ducati Lenovo Team           | Già in Q2 | 2'01.439    |
| 6    | 89 | Jorge Martín          | Prima Pramac Racing          | Già in Q2 | 2'01.511    |
| 7    | 41 | Aleix Espargaró       | Aprilia Racing               | Già in Q2 | 2'01.562    |
| 8    | 49 | Fabio Di Giannantonio | Pertamina Enduro VR46 Racing | Già in Q2 | 2'01.667    |
| 9    | 21 | Franco Morbidelli     | Prima Pramac Racing          | Già in Q2 | 2'01.737    |
| 10   | 72 | Marco Bezzecchi       | Pertamina Enduro VR46 Racing | Già in Q2 | 2'02.279    |
| 11   | 43 | Jack Miller           | Red Bull KTM Factory Racing  | 2'01.541  | 2'02.297    |
| 12   | 73 | Álex Márquez          | Gresini Racing               | 2'01.553  | Senza tempo |
| 13   | 25 | Raúl Fernández        | Trackhouse Racing            | 2'01.726  |             |
| 14   | 88 | Miguel Oliveira       | Trackhouse Racing            | 2'01.844  |             |
| 15   | 42 | Álex Rins             | Monster Energy Yamaha        | 2'01.893  |             |
| 16   | 20 | Fabio Quartararo      | Monster Energy Yamaha        | 2'02.089  |             |
| 17   | 33 | Brad Binder           | Red Bull KTM Factory Racing  | 2'02.140  |             |
| 18   | 37 | Augusto Fernández     | Red Bull GASGAS Tech3        | 2'02.223  |             |
| 19   | 5  | Johann Zarco          | Castrol Honda LCR            | 2'02.380  |             |
| 20   | 36 | Joan Mir              | Repsol Honda                 | 2'02.829  |             |
| 21   | 30 | Takaaki Nakagami      | Idemitsu Honda LCR           | 2'03.114  |             |
| 22   | 10 | Luca Marini           | Repsol Honda                 | 2'02.429  |             |

## Gare

### MotoGP

#### Sprint
La gara Sprint del sabato vede il dominio dell'Aprilia numero 12 di Maverick Viñales, alla sua seconda vittoria consecutiva. Podio tutto spagnolo con la Gresini Racing di Marc Márquez seconda e a Jorge Martín, ripetendo il podio della Sprint del Portogallo. In quarta posizione si classifica la Tech 3 di Pedro Acosta, davanti ad Aleix Espargaró che chiude quinto. Ottavo posto per Bagnaia dietro all'ex compagno di squadra Jack Miller, sesto Bastianini mentre chiude la zona punti Raúl Fernández che conquista il suo primo punto della stagione. Di seguito i risultati della gara Sprint:

##### Arrivati al traguardo
| Pos. | Nº | Pilota            | Squadra                      | Motocicletta       | Giri | Tempo     | Griglia | Punti |
| ---- | -- | ----------------- | ---------------------------- | ------------------ | ---- | --------- | ------- | ----- |
| 1º   | 12 | Maverick Viñales  | Aprilia Racing               | Aprilia RS-GP      | 10   | 20'27"825 | 1º      | 12    |
| 2º   | 93 | Marc Márquez      | Gresini Racing               | Ducati Desmosedici | 10   | +2.294    | 3º      | 9     |
| 3º   | 89 | Jorge Martín      | Prima Pramac Racing          | Ducati Desmosedici | 10   | +4.399    | 6º      | 7     |
| 4º   | 31 | Pedro Acosta      | Red Bull GASGAS Tech3        | KTM RC16           | 10   | +6.480    | 2º      | 6     |
| 5º   | 41 | Aleix Espargaró   | Aprilia Racing               | Aprilia RS-GP      | 10   | +6.657    | 7º      | 5     |
| 6º   | 23 | Enea Bastianini   | Ducati Lenovo Team           | Ducati Desmosedici | 10   | +8.621    | 5º      | 4     |
| 7º   | 43 | Jack Miller       | Red Bull KTM Factory Racing  | KTM RC16           | 10   | +9.237    | 11º     | 3     |
| 8º   | 1  | Francesco Bagnaia | Ducati Lenovo Team           | Ducati Desmosedici | 10   | +9.349    | 4º      | 2     |
| 9º   | 25 | Raúl Fernández    | Trackhouse Racing            | Aprilia RS-GP      | 10   | +9.637    | 13º     | 1     |
| 10º  | 21 | Franco Morbidelli | Prima Pramac Racing          | Ducati Desmosedici | 10   | +9.984    | 9º      |       |
| 11º  | 88 | Miguel Oliveira   | Trackhouse Racing            | Aprilia RS-GP      | 10   | +10.364   | 14º     |       |
| 12º  | 33 | Brad Binder       | Red Bull KTM Factory Racing  | KTM RC16           | 10   | +10.724   | 17º     |       |
| 13º  | 72 | Marco Bezzecchi   | Pertamina Enduro VR46 Racing | Ducati Desmosedici | 10   | +11.549   | 10º     |       |
| 14º  | 73 | Álex Márquez      | Gresini Racing               | Ducati Desmosedici | 10   | +15.468   | 12º     |       |
| 15º  | 20 | Fabio Quartararo  | Monster Energy Yamaha        | Yamaha YZR-M1      | 10   | +15.574   | 16º     |       |
| 16º  | 42 | Álex Rins         | Monster Energy Yamaha        | Yamaha YZR-M1      | 12   | +18.146   | 15º     |       |
| 17º  | 10 | Luca Marini       | Repsol Honda                 | Honda RC213V       | 12   | +22.989   | 21º     |       |

##### Ritirati
| Nº | Pilota                | Squadra                      | Motocicletta       | Giri | Griglia |
| -- | --------------------- | ---------------------------- | ------------------ | ---- | ------- |
| 5  | Johann Zarco          | Castrol Honda LCR            | Honda RC213V       | 6    | 19º     |
| 36 | Joan Mir              | Repsol Honda                 | Honda RC213V       | 3    | 20º     |
| 37 | Augusto Fernández     | Red Bull GASGAS Tech3        | KTM RC16           | 0    | 18º     |
| 49 | Fabio Di Giannantonio | Pertamina Enduro VR46 Racing | Ducati Desmosedici | 0    | 8º      |
| 30 | Takaaki Nakagami      | LCR Honda Idemitsu           | Honda RC213V       | 0    | 21º     |

#### Gara
Maverick Viñales, dopo una partenza non ottimale, recupera sugli avversari e vince la sua ventiseiesima gara nel Motomondiale, diventando anche il primo pilota nella storia della MotoGP a vincere con tre case diverse. Seconda posizione e secondo podio consecutivo per Pedro Acosta, mentre chiude il podio la Ducati ufficiale di Enea Bastianini. In quarta posizione Jorge Martín che mantiene la leadership del Campionato, quinto Bagnaia, sesto Fabio Di Giannantonio, settimo Aleix Espargaró, ottava l'altra VR46 di Marco Bezzecchi, nona posizione per Brad Binder. Seguono le due Trackhouse, padrone di casa, con Raúl Fernández davanti a Miguel Oliveira. Dodicesima, e miglior Yamaha, Fabio Quartararo, seguono Jack Miller ed Augusto Fernández, mentre chiude la zona punti Álex Márquez a seguito di una caduta. Di seguito i risultati della gara:

##### Arrivati al traguardo
| Pos. | Nº | Pilota                | Squadra                      | Motocicletta       | Giri | Tempo     | Griglia | Punti |
| ---- | -- | --------------------- | ---------------------------- | ------------------ | ---- | --------- | ------- | ----- |
| 1º   | 12 | Maverick Viñales      | Aprilia Racing               | Aprilia RS-GP      | 20   | 41'09"503 | 1º      | 25    |
| 2º   | 31 | Pedro Acosta          | Red Bull GASGAS Tech3        | KTM RC16           | 20   | +1.728    | 2º      | 20    |
| 3º   | 23 | Enea Bastianini       | Ducati Lenovo                | Ducati Desmosedici | 20   | +2.703    | 5º      | 16    |
| 4º   | 89 | Jorge Martín          | Prima Pramac Racing          | Ducati Desmosedici | 20   | +4.690    | 6º      | 13    |
| 5º   | 1  | Francesco Bagnaia     | Ducati Lenovo                | Ducati Desmosedici | 20   | +7.392    | 4º      | 11    |
| 6º   | 49 | Fabio Di Giannantonio | Pertamina Enduro VR46 Racing | Ducati Desmosedici | 20   | +9.980    | 8º      | 10    |
| 7º   | 41 | Aleix Espargaró       | Aprilia Racing               | Aprilia RS-GP      | 20   | +12.208   | 7º      | 9     |
| 8º   | 72 | Marco Bezzecchi       | Pertamina Enduro VR46 Racing | Ducati Desmosedici | 20   | +13.343   | 10º     | 8     |
| 9º   | 33 | Brad Binder           | Red Bull KTM Factory Racing  | KTM RC16           | 20   | +14.931   | 17º     | 7     |
| 10º  | 25 | Raúl Fernández        | Trackhouse Racing            | Aprilia RS-GP      | 20   | +16.656   | 13º     | 6     |
| 11º  | 88 | Miguel Oliveira       | Trackhouse Racing            | Aprilia RS-GP      | 20   | +18.542   | 14º     | 5     |
| 12º  | 20 | Fabio Quartararo      | Monster Energy Yamaha        | Yamaha YZR-M1      | 20   | +22.899   | 16º     | 4     |
| 13º  | 43 | Jack Miller           | Red Bull KTM Factory Racing  | KTM RC16           | 20   | +24.011   | 11º     | 3     |
| 14º  | 37 | Augusto Fernández     | Red Bull GASGAS Tech3        | KTM RC16           | 20   | +27.652   | 18º     | 2     |
| 15º  | 73 | Álex Márquez          | Gresini Racing               | Ducati Desmosedici | 20   | +32.855   | 12º     | 1     |
| 16º  | 10 | Luca Marini           | Repsol Honda                 | Honda RC213V       | 20   | +33.529   | 22º     |       |

##### Ritirati
| Nº | Pilota            | Squadra               | Motocicletta       | Giri | Griglia |
| -- | ----------------- | --------------------- | ------------------ | ---- | ------- |
| 93 | Marc Márquez      | Gresini Racing        | Ducati Desmosedici | 10   | 3º      |
| 42 | Álex Rins         | Monster Energy Yamaha | Yamaha YZR-M1      | 10   | 15º     |
| 36 | Joan Mir          | Repsol Honda          | Honda RC213V       | 8    | 20º     |
| 21 | Franco Morbidelli | Prima Pramac Racing   | Ducati Desmosedici | 7    | 9º      |
| 30 | Takaaki Nakagami  | Idemitsu Honda LCR    | Honda RC213V       | 6    | 21º     |
| 5  | Johann Zarco      | Castrol Honda LCR     | Honda RC213V       | 6    | 19º     |

### Moto2
Sergio García vince la sua prima gara nella categoria così come il team MT Helmets - MSi. Seconda posizione per i padroni di casa dell'American Racing Team con lo statunitense Joe Roberts che porta a casa il secondo podio consecutivo, nella medesima posizione. Terza posizione e primo podio stagionale per Fermín Aldeguer. Quarta posizione per l'altra Speed Up di Alonso López. L'American Racing Team posiziona l'altra moto in quinta posizione con Marcos Ramírez. Miglior risultato in Moto2 per Dennis Foggia che conclude in sesta posizione e migliore degli italiani. Settimo Ai Ogura, poi Jeremy Alcoba ed Arón Canet che partiva primo. Celestino Vietti e Tony Arbolino decimo ed undicesimo, poi le Gresini di Albert Arenas e Manuel González, che ha scontato anche un doppio long lap penalty. Quattordicesimo posto per Diogo Moreira e quindicesimo Filip Salač, entrambi ai primi punti stagionali. Di seguito i risultati della gara:

#### Arrivati al traguardo
| Pos | Nº | Pilota           | Squadra                         | Motocicletta | Giri | Tempo     | Griglia | Punti |
| --- | -- | ---------------- | ------------------------------- | ------------ | ---- | --------- | ------- | ----- |
| 1°  | 3  | Sergio García    | MT Helmets - MSi                | Boscoscuro   | 16   | 34'25"954 | 3º      | 25    |
| 2°  | 16 | Joe Roberts      | OnlyFans American Racing Team   | Kalex        | 16   | +0.492    | 5º      | 20    |
| 3°  | 54 | Fermín Aldeguer  | Beta Tools Speed Up             | Boscoscuro   | 16   | +3.293    | 2º      | 16    |
| 4°  | 21 | Alonso López     | Beta Tools Speed Up             | Boscoscuro   | 16   | +6.697    | 8º      | 13    |
| 5°  | 24 | Marcos Ramírez   | OnlyFans American Racing Team   | Kalex        | 16   | +7.102    | 6º      | 11    |
| 6°  | 71 | Dennis Foggia    | Italtrans Racing Team           | Kalex        | 16   | +7.150    | 7º      | 10    |
| 7°  | 79 | Ai Ogura         | MT Helmets - MSi                | Boscoscuro   | 16   | +9.689    | 17º     | 9     |
| 8°  | 52 | Jeremy Alcoba    | Yamaha VR46 Master Camp Team    | Kalex        | 16   | +10.036   | 13º     | 8     |
| 9°  | 44 | Arón Canet       | Fantic Racing                   | Kalex        | 16   | +11.004   | 1º      | 7     |
| 10° | 13 | Celestino Vietti | Red Bull KTM Ajo                | Kalex        | 16   | +12.751   | 15º     | 6     |
| 11° | 14 | Tony Arbolino    | Elf Marc VDS Racing Team        | Kalex        | 16   | +13.229   | 11º     | 5     |
| 12° | 75 | Albert Arenas    | QJMotor Gresini Moto2           | Kalex        | 16   | +14.734   | 4º      | 4     |
| 13° | 18 | Manuel González  | QJMotor Gresini Moto2           | Kalex        | 16   | +17.509   | 9º      | 3     |
| 14° | 10 | Diogo Moreira    | Italtrans Racing Team           | Kalex        | 16   | +17.959   | 16º     | 2     |
| 15° | 12 | Filip Salač      | Elf Marc VDS Racing Team        | Kalex        | 16   | +17.994   | 20º     | 1     |
| 16° | 7  | Barry Baltus     | RW-Idrofoglia Racing GP         | Kalex        | 16   | +18.618   | 12º     |       |
| 17° | 81 | Senna Agius      | Liqui Moly Husqvarna Intact GP  | Kalex        | 16   | +19.460   | 22º     |       |
| 18° | 64 | Bo Bendsneyder   | Pertamina Mandalika GAS UP Team | Kalex        | 16   | +26.185   | 10º     |       |
| 19° | 5  | Jaume Masiá      | Pertamina Mandalika GAS UP Team | Kalex        | 16   | +26.272   | 18º     |       |
| 20° | 28 | Izan Guevara     | CFMoto Asterius Aspar Team      | Kalex        | 16   | +26.351   | 23º     |       |
| 21° | 35 | Somkiat Chantra  | Idemitsu Honda Team Asia        | Kalex        | 16   | +29.786   | 19º     |       |
| 22° | 53 | Deniz Öncü       | Red Bull KTM Ajo                | Kalex        | 16   | +33.210   | 21º     |       |
| 23° | 96 | Jake Dixon       | CFMoto Asterius Aspar Team      | Kalex        | 16   | +43.821   | 14º     |       |
| 24° | 11 | Álex Escrig      | Klint Forward Factory Team      | Forward      | 16   | +44.984   | 28º     |       |
| 25° | 43 | Xavier Artigas   | Klint Forward Factory Team      | Forward      | 16   | +45.171   | 26º     |       |
| 26° | 20 | Xavier Cardelús  | Fantic Racing                   | Kalex        | 16   | +60.083   | 27º     |       |
| 27° | 15 | Darryn Binder    | Liqui Moly Husqvarna Intact GP  | Kalex        | 16   | +77.291   | 29º     |       |

#### Ritirati
| Nº | Pilota                  | Squadra                  | Motocicletta | Giri | Griglia |
| -- | ----------------------- | ------------------------ | ------------ | ---- | ------- |
| 84 | Zonta van den Goorbergh | RW-Idrofoglia Racing GP  | Kalex        | 7    | 24º     |
| 34 | Mario Suryo Aji         | Idemitsu Honda Team Asia | Kalex        | 4    | 25º     |

### Moto3
Prima della gara vengono penalizzati i seguenti piloti: Matteo Bertelle ed Adrián Fernández con tre long lap penalty, mentre Joel Esteban, Filippo Farioli, Luca Lunetta, Riccardo Rossi, Jacob Roulstone e Joshua Whatley con un long lap penalty.
Dopo la Pole del sabato, David Alonso domina la gara rimanendo davanti dopo il primo giro e creando il vuoto dietro a sé. Secondo al traguardo Daniel Holgado che mantiene la testa del campionato chiudendo di poco davanti ad Ángel Piqueras, al primo podio in carriera. Quarta posizione per Ryusei Yamanaka, ai primi punti stagionali, quinto David Muñoz, sesta posizione per Tatsuki Suzuki, Joel Kelso chiude settimo davanti a Joel Esteban. Decima posizione per Matteo Bertelle davanti ad Adrián Fernández, gli unici con tre long lap penalty, dodicesimo Nicola Fabio Carraro, tredicesima posizione per Xabi Zurutuza al debutto nel Motomondiale, primi punti in carriera anche per Noah Dettwiler quattordicesimo e chiude la zona punti Filippo Farioli, quindicesimo. Di seguito i risultati della gara:

#### Arrivati al traguardo
| Pos | Nº | Pilota               | Squadra                        | Motocicletta  | Giri | Tempo     | Griglia | Punti |
| --- | -- | -------------------- | ------------------------------ | ------------- | ---- | --------- | ------- | ----- |
| 1°  | 80 | David Alonso         | CFMoto Gaviota Aspar Team      | CFMoto        | 14   | 31'38"427 | 1º      | 25    |
| 2°  | 96 | Daniel Holgado       | Red Bull GASGAS Tech3          | KTM RC 250 GP | 14   | +5.163    | 2º      | 20    |
| 3°  | 36 | Ángel Piqueras       | Leopard Racing                 | Honda NSF250R | 14   | +5.176    | 17º     | 16    |
| 4°  | 6  | Ryusei Yamanaka      | MT Helmets - MSi               | KTM RC 250 GP | 14   | +5.676    | 23º     | 13    |
| 5°  | 64 | David Muñoz          | BOE Motorsports                | KTM RC 250 GP | 14   | +13.285   | 7º      | 11    |
| 6°  | 24 | Tatsuki Suzuki       | Liqui Moly Husqvarna Intact GP | Husqvarna     | 14   | +13.730   | 15º     | 10    |
| 7°  | 66 | Joel Kelso           | BOE Motorsports                | KTM RC 250 GP | 14   | +16.963   | 4º      | 9     |
| 8°  | 12 | Jacob Roulstone      | Red Bull GASGAS Tech3          | KTM RC 250 GP | 14   | +19.126   | 5º      | 8     |
| 9°  | 78 | Joel Esteban         | CFMoto Gaviota Aspar Team      | CFMoto        | 14   | +19.325   | 16º     | 7     |
| 10° | 18 | Matteo Bertelle      | Rivacold Snipers Team          | Honda NSF250R | 14   | +20.657   | 6º      | 6     |
| 11° | 31 | Adrián Fernández     | Leopard Racing                 | Honda NSF250R | 14   | +20.689   | 11º     | 5     |
| 12° | 10 | Nicola Fabio Carraro | LevelUp - MTA                  | KTM RC 250 GP | 14   | +22.785   | 19º     | 4     |
| 13° | 85 | Xabi Zurutuza        | Red Bull KTM Ajo               | KTM RC 250 GP | 14   | +22.869   | 22º     | 3     |
| 14° | 55 | Noah Dettwiler       | CIP Green Power                | KTM RC 250 GP | 14   | +27.575   | 21º     | 2     |
| 15° | 7  | Filippo Farioli      | SIC58 Squadra Corse            | Honda NSF250R | 14   | +32.147   | 12º     | 1     |
| 16° | 54 | Riccardo Rossi       | CIP Green Power                | KTM RC 250 GP | 14   | +38.953   | 20º     |       |
| 17° | 70 | Joshua Whatley       | MLav Racing                    | Honda NSF250R | 14   | +44.924   | 18º     |       |
| 18° | 82 | Stefano Nepa         | LevelUp - MTA                  | KTM RC 250 GP | 14   | +45.075   | 8º      |       |
| 19° | 58 | Luca Lunetta         | SIC58 Squadra Corse            | Honda NSF250R | 14   | +79.752   | 10º     |       |

#### Ritirati
| Nº | Pilota         | Squadra                        | Motocicletta  | Giri | Griglia |
| -- | -------------- | ------------------------------ | ------------- | ---- | ------- |
| 95 | Collin Veijer  | Liqui Moly Husqvarna Intact GP | Husqvarna     | 11   | 4º      |
| 48 | Iván Ortolá    | MT Helmets - MSi               | KTM RC 250 GP | 11   | 14º     |
| 72 | Taiyo Furusato | Honda Team Asia                | Honda NSF250R | 3    | 10º     |

#### Squalificati
| Nº | Pilota      | Squadra     | Motocicletta  | Griglia |
| -- | ----------- | ----------- | ------------- | ------- |
| 19 | Scott Ogden | MLav Racing | Honda NSF250R | 15º     |

#### Non partiti
| Nº | Pilota             | Squadra               | Motocicletta  |
| -- | ------------------ | --------------------- | ------------- |
| 22 | David Almansa      | Rivacold Snipers Team | Honda NSF250R |
| 5  | Tatchakorn Buasri  | Honda Team Asia       | Honda NSF250R |
| 99 | José Antonio Rueda | Red Bull KTM Ajo      | KTM RC 250 GP |